# Tskhaltoubo (municipalité)
La municipalité de Tskhaltubo (en géorgien : წყალტუბოს მუნიციპალიტეტი, phonétiquement tskhaltoubos mounitsipaliteti) est un district de la région Iméréthie, en Géorgie, dont la ville principale est Tskhaltubo.

## Géographie
Il se trouve à l'est des terres basses de Colchide, le long des vallées du Rioni et de la Gubistkali et couvre une superficie de 707,5 km².

## Démographie
Il compte 56 600 habitants au 1er janvier 2016 selon l'Office national des statistiques de Géorgie, après avoir compté 56 883 habitants lors du recensement de 2014. 

## Économie
Les activités principales sont touristiques, grâce aux eaux thermales de Tskaltubo, aux grottes de Sataplia, ou au monument naturel de la grotte de Prométhée

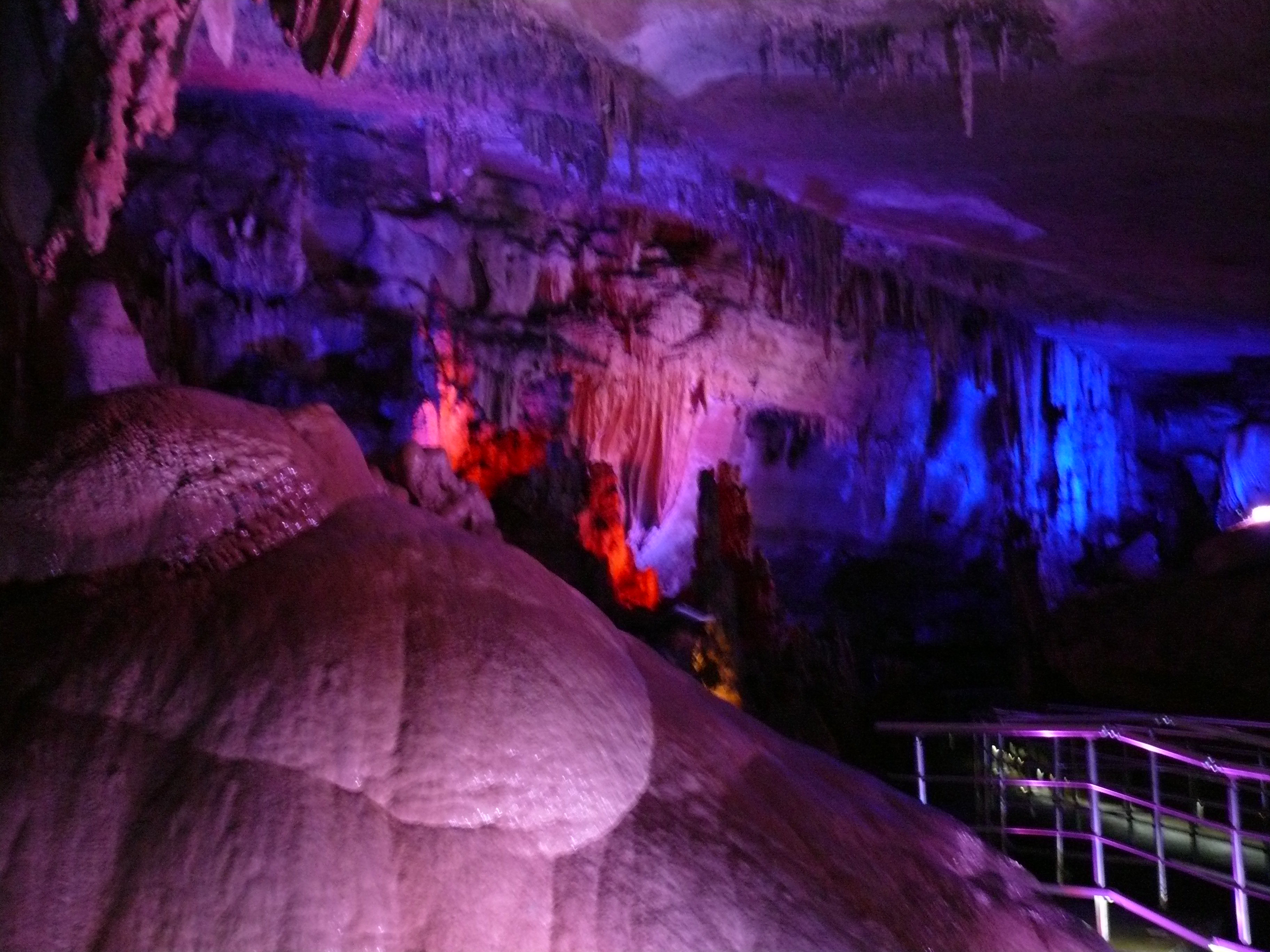
Grottes de Sataplia